# Gustav Adolph Ackermann
Gustav Adolph Ackermann (ur. 16 stycznia 1791 w Auerbach/Vogtl. – zm. 19 lutego 1872 w Dreźnie) – niemiecki prawnik, jeden z najwybitniejszych znawców falerystyki XIX wieku.

## Życiorys
Ackermann działał jako radca przy Królewskim Sądzie Apelacyjnym w Dreźnie i udzielał się także jako badacz saskiej jurysprudencji. Pozostawił m.in. dzieło "Rechtssätze aus Erkenntnissen des Königl. Ober-Appellationsgerichts zu Dresden" (1849), pamiętany jest jednak głównie poprzez swą książkę z dziedziny orderoznawstwa, "Ordensbuch sämmtlicher in Europa blühender und erloschener Orden und Ehrenzeichen"("Książka o wszystkich istniejących i wygasłych orderach i odznaczeniach Europy"), nad którą pracował parę dziesiątków lat, wertując gigantyczną literaturę na ten temat powstałą od XVII do XIX wieku. Wieloletnią pracę zakończył w marcu 1855, zadedykowana jego synom książka ukazała się w tym samym roku. Zawiera wiele błędów – m.in. autor bezkrytycznie cytuje legendy orderowe, wywodzące wiele najwyższych odznaczeń, jak np. Królewski Order Serafinów, ze wczesnego średniowiecza, pozostaje jednak do dziś jednym z ważniejszych dzieł z dziedziny falerystyki europejskiej.